# Phytomyza masoni
Phytomyza masoni är en tvåvingeart som beskrevs av Spencer 1986. Phytomyza masoni ingår i släktet Phytomyza och familjen minerarflugor. Inga underarter finns listade i Catalogue of Life.